# Campeloma floridense
Campeloma floridense är en snäckart som beskrevs av Call 1886. Campeloma floridense ingår i släktet Campeloma och familjen sumpsnäckor. Inga underarter finns listade i Catalogue of Life.